# Sen Zu
Sen Zu – polski zespół muzyczny założony w 2004 roku w Warszawie, grający indie rock, w listopadzie 2009 nakładem S.P. Records ukazał się debiutancki album zespołu „Stajlisz & romantik”.

## Dyskografia
Albumy
| Rok  | Tytuł                                                                 |
| ---- | --------------------------------------------------------------------- |
| 2009 | Stajlisz & Romantik - Data: 16 listopada 2009 - Wydawca: S.P. Records |
| 2011 | Lunapark - Data: 20 czerwca 2011 - Wydawca: S.P. Records              |

Notowane utwory
| Rok  | Tytuł        | Pozycja na liście |
| Rok  | Tytuł        | Turbo Top         |
| ---- | ------------ | ----------------- |
| 2010 | „Efektywnie” | 17                |